# Rio Bogata (Someș)
O Rio Bogata é um rio da Romênia afluente do Rio Someş, localizado no distrito de Cluj.